# K-27
Das K-27 war ein Atom-U-Boot der sowjetischen Marine. Es war ein Versuchsboot, das zwei flüssigmetallgekühlte Reaktoren statt der normalen Druckwasserreaktoren im Rumpf eines Projekt-627-Bootes erhielt. Das so modifizierte K-27 wurde als Projekt 645 bezeichnet. Es erlitt 1968 einen Reaktorschaden und wurde der Öffentlichkeit durch seine Verklappung im Jahr 1982 und die daraus resultierenden Gefahren für die Umwelt bekannt.

## Geschichte

### Konstruktion
Das Boot wurde 1958 in Sewerodwinsk auf Kiel gelegt. Es war zur Erprobung eines neuen Typs von Kernreaktor vorgesehen und seine Konstruktion lief unter starkem Termindruck ab. Es kam jedoch zu zahlreichen Verzögerungen bei der Lieferung wichtiger Bauteile, so dass das Projekt in Verzug geriet. Um die verlorene Zeit aufzuholen, führte man beispielsweise den Test des Druckkörpers zum geplanten Termin durch, obwohl der noch nicht fertiggestellt war und man Bug- und Hecksektion separat testen musste. Erschwerend kam noch hinzu, dass das Muster des neuen Reaktors zeitgleich mit dem Bau des Bootes in einer Landeinrichtung ständig angepasst und verändert wurde und man diese Änderungen während des Baubetriebes auch auf K-27 umsetzen musste.

### Einsatz und Reaktorunfall
K-27 lief 1962 vom Stapel, seine Indienststellung fand Ende Oktober 1963 statt.
Nachdem bereits in den ersten fünf Jahren immer wieder Probleme mit den Reaktoren aufgetreten waren, gab es am 24. Mai 1968 einen ernsten Unfall. Das Boot war trotz schwerwiegender Probleme durch geringe Mengen verstrahlten Wassers, das durch unerkannte Lecks in den Primärkühlkreislauf eines Reaktors eingedrungen war, vom Divisionskommandeur Konteradmiral Michail Grigoriewitsch Proskunow auf eine Patrouillenfahrt befohlen worden. Das Boot lief am 21. Mai aus.
Am 24. Mai, gegen 12 Uhr mittags, überhitzte sich backbords plötzlich der Reaktor. Bei der folgenden partiellen Kernschmelze wurden rund 20 % der Brennstäbe zerstört oder beschädigt. Die austretende Radioaktivität gelangte in den Primärkühlkreislauf über das verdampfende Wasser im Reaktor, und durch den Druckausgleich auch ins Innere der vierten Abteilung des Bootes.
Der Reaktor musste abgeschaltet werden, seine Leistung sank innerhalb kürzester Zeit rapide von 83 auf nur 7 %. Die Strahlenbelastung in Abteilung IV erreichte 150 Röntgen pro Stunde. Mehrere Besatzungsmitglieder erhielten bei Reparaturarbeiten eine tödliche Strahlendosis. Vier Seeleute starben noch auf See oder kurz danach im Krankenhaus, ein weiterer starb an den Folgen der Strahlung, die er sich im Hafen während seines Wachdienstes an Bord zugezogen hatte. 40 Besatzungsmitglieder bekammen eine akute Strahlenkrankheit. 30 Seeleute, die an der Bekämpfung des Unfalls beteiligt gewesen waren, starben zwischen 1968 und 2003.
Durch den Unfall wurden Teile des Reaktors nicht ausreichend gekühlt; die radioaktiven Teile, die über die Kühlflüssigkeit durch den Reaktor zirkulierten, kontaminierten große Teile des Bootes. K-27 wurde außer Dienst gestellt und nahe einem Stützpunkt verankert.
Die Erkenntnisse, die man über die Verwendung eines Reaktors mit einer Kühlung durch flüssiges Metall auf K-27 gewonnen hatte, waren grundlegend für die Serienfertigung von Projekt 705 (Alfa-Klasse).

### Verklappung
Das Boot wurde nie dekontaminiert und der Reaktor ebenso nicht repariert. 1980 wurde dann entschieden, den Rumpf mit beiden Reaktoren in der Karasee vor Nowaja Semlja zu versenken. 1981 wurden die Vorbereitungen getroffen und alle Leitungen zum Reaktor auf der Swesda-Werft in Sewerodwinsk mit einer schnell aushärtenden Flüssigkeit gefüllt, um alle Zugänge zu versiegeln. Anschließend füllte man die Reaktorabteilung mit insgesamt 270 Tonnen Bitumen und schäumte einige der Ballasttanks mit Polystyrol aus, um den Auftrieb zu verbessern. Im Herbst 1982 wurde das Boot in der Karasee zur Versenkungsposition bei 72° 31′ N, 55° 30′ O geschleppt, wo es heute in rund 75 Metern Wassertiefe liegt.
Im September 2012 erhielt der Fall durch die Presse neue Aufmerksamkeit: Report Mainz zitierte einen unveröffentlichten Bericht des russischen Umweltministeriums. Experten zufolge sei die Sicherheit des Kernreaktors nicht mehr gewährleistet. Das Wasser könne eine nicht kontrollierbare nukleare Kettenreaktion verursachen. Dabei drohe eine Freisetzung großer Mengen radioaktiven Materials. Gefährdet seien unter anderem Fische in der Barentssee. Daher müsse K-27 bis 2014 gehoben und der Kernbrennstoff geborgen werden, ebenso K-159. Nach Angaben des Staatlichen Russischen Instituts für Strahlenschutz (IBRAE) entweichen seit 1981 jährlich 851 Millionen Becquerel Radioaktivität.
Nach Angaben der Bellona Foundation bekam die Bergung der beiden versenkten U-Boote sowie des weiteren Atommülls im Bereich der Arktis bei der russischen Regierung vor allem aufgrund der Pläne zur Exploration arktischer Erdgas- und Erdölvorkommen sowie die Gefahr, die durch die Reaktoren und Atommüllvorkommen ausgeht, in den letzten Jahren eine höhere Priorität und führte zum Plan der vollständigen Entfernung durch die Föderale Agentur für Atomenergie Russlands (Rosatom). Speziell im Fall der K-27 wird dabei befürchtet, dass es bei der Bergung zu einer unkontrollierten Kettenreaktion und einer Explosion kommen könnte. Im Januar 2016 wurde angekündigt, dass das in Italien hergestellte Bergungsschiff Itarus für die Bergung der U-Boote und der Atommüllcontainer genutzt werden soll.

## Belege und Verweise

### Bemerkungen
1. ↑  Nicht 75, sondern nur 30 Meter Wassertiefe werden in einem Artikel von Anna Kireewa auf Bellona.org vom 27. Februar 2012 genannt
2. ↑  laut einer Tonbandaufzeichnung, die im Fernsehbericht abgespielt wurde, und auf der der stellvertretende Minister für Atomenergie, Sergei Antipow, zu hören sein soll, genügen bereits 5 Liter Wasser, um eine solche Reaktion auszulösen.